# IFK Mariehamn
IFK Mariehamn – fiński klub piłkarski założony w 1919 roku z siedzibą w Maarianhamina. Od 2005 bierze udział w rozgrywkach Veikkausliiga. Spotkania rozgrywa na obiekcie Wiklöf Holding Arena.
W 2015 roku klub zdobył Puchar Finlandii, a w 2016 mistrzostwo kraju. W sezonie 2017/2018 IFK zagrał pierwszy w historii dwumecz w eliminacjach do Ligi Mistrzów, w którym odpadł z mistrzem Polski Legią Warszawa.

## Europejskie puchary
Legenda do wszystkich tabel:
- Q – runda eliminacyjna, 1/16, 1/8, 1/4, 1/2 – odpowiednia faza rozgrywek, Grupa – runda grupowa, 1r gr – pierwsza runda grupowa, 2r gr – druga runda grupowa, F – finał, R – runda, PO – play-off
- k. – rzuty karne, los. – losowanie, Dogr. – dogrywka, w. – zasada bramek strzelonych na wyjeździe

| Sezon   | Rozgrywki     | Runda | Klub           | Dom | Wyjazd | Ogólnie |
| ------- | ------------- | ----- | -------------- | --- | ------ | ------- |
| 2013/14 | Liga Europy   | 1Q    | İnter Baku     | 0–2 | 1–1    | 1–3     |
| 2016/17 | Liga Europy   | 1Q    | Odds BK        | 1–1 | 0–2    | 1–3     |
| 2017/18 | Liga Mistrzów | 2Q    | Legia Warszawa | 0–3 | 0–6    | 0–9     |